# Andrew Manze
Andrew Manze, född 14 januari 1965 i Beckenham i Bromley, London, är en brittisk barockviolinist och dirigent. Han studerade vid Cambridge. Manze arbetar med orkestrar över hela världen med barockmusik. Manze har gjort många prisbelönta skivor, ofta tillsammans med sin vän Richard Egarr. Han skriver även program och artiklar.
Andrew Manze har bland annat samarbetat med Svenska Kammarorkestern i Örebro och Norrköpings Symfoniorkester. Han har tidigare innehaft det konstnärliga ledarskapet och chefsdirigentposten för Helsingborgs symfoniorkester, HSO.

## Priser och utmärkelser
- 2006 – Utländsk ledamot av Kungliga Musikaliska Akademien
- 2008 – Helsingborgs Dagblads kulturpris
- 2011 – Schockpriset